# Saint-Floris
Saint-Floris és un municipi francès situat al departament del Pas de Calais i a la regió dels Alts de França. L'any 2007 tenia 456 habitants.

## Demografia

### Població
El 2007 la població de fet de Saint-Floris era de 456 persones. Hi havia 163 famílies de les quals 22 eren unipersonals (7 homes vivint sols i 15 dones vivint soles), 58 parelles sense fills, 76 parelles amb fills i 7 famílies monoparentals amb fills.
La població ha evolucionat segons el següent gràfic:
Habitants censats

### Habitatges
El 2007 hi havia 169 habitatges, 162 eren l'habitatge principal de la família i 7 estaven desocupats. Tots els 169 habitatges eren cases. Dels 162 habitatges principals, 145 estaven ocupats pels seus propietaris, 16 estaven llogats i ocupats pels llogaters i 1 estava cedit a títol gratuït; 2 tenien dues cambres, 5 en tenien tres, 29 en tenien quatre i 126 en tenien cinc o més. 156 habitatges disposaven pel capbaix d'una plaça de pàrquing. A 49 habitatges hi havia un automòbil i a 103 n'hi havia dos o més.

### Piràmide de població
La piràmide de població per edats i sexe el 2009 era:
| Homes | Edats   | Dones |
| ----- | ------- | ----- |
| 0     | 95 o +  | 0     |
| 0     | 90 a 94 | 0     |
| 8     | 85 a 89 | 4     |
| 0     | 80 a 84 | 4     |
| 4     | 75 a 79 | 0     |
| 8     | 70 a 74 | 8     |
| 4     | 65 a 69 | 8     |
| 4     | 60 a 64 | 8     |
| 8     | 55 a 59 | 4     |
| 16    | 50 a 54 | 16    |
| 12    | 45 a 49 | 24    |
| 20    | 40 a 44 | 8     |
| 16    | 35 a 39 | 20    |
| 16    | 30 a 34 | 16    |
| 16    | 25 a 29 | 8     |
| 12    | 20 a 24 | 16    |
| 16    | 15 a 19 | 36    |
| 4     | 10 a 14 | 8     |
| 20    | 5 a 9   | 8     |
| 0     | 0 a 4   | 24    |

## Economia
El 2007 la població en edat de treballar era de 289 persones, 218 eren actives i 71 eren inactives. De les 218 persones actives 210 estaven ocupades (116 homes i 94 dones) i 9 estaven aturades (4 homes i 5 dones). De les 71 persones inactives 35 estaven jubilades, 18 estaven estudiant i 18 estaven classificades com a «altres inactius».

### Ingressos
El 2009 a Saint-Floris hi havia 174 unitats fiscals que integraven 507 persones, la mediana anual d'ingressos fiscals per persona era de 19.411 €.

### Activitats econòmiques
Dels 12 establiments que hi havia el 2007, 1 era d'una empresa de fabricació d'altres productes industrials, 3 d'empreses de construcció, 1 d'una empresa d'hostatgeria i restauració, 3 d'empreses immobiliàries, 1 d'una empresa de serveis, 2 d'entitats de l'administració pública i 1 d'una empresa classificada com a «altres activitats de serveis».
Dels 5 establiments de servei als particulars que hi havia el 2009, 1 era una funerària, 1 paleta, 1 fusteria i 2 agències immobiliàries.
L'any 2000 a Saint-Floris hi havia 9 explotacions agrícoles.

## Equipaments sanitaris i escolars
El 2009 hi havia una escola elemental.

## Poblacions més properes
El següent diagrama mostra les poblacions més properes.